# Косогор (Удмуртия)
Косогор — деревня в Кезском районе Удмуртской республики.

## География
Находится в северо-восточной части Удмуртии на расстоянии приблизительно 23 км на север-северо-восток по прямой от районного центра поселка Кез.

## История
Известна с 1873 года как починок Костымской, всего 45 дворов (с починками Обоевским, Осенчуговским и Косогорским). В 1905 году здесь (починок Косогорский или Костымский) 11 дворов, в 1924 (Косогор) — 12. С 1932 года деревня. До 2021 года входила в состав Мысовского сельского поселения.

## Население
Постоянное население составляло 234 человека (1873), 68 (1905), 48 (1924), 3 человека (русские 100 %), 1 в 2012.